# П'єтрарій-де-Сус
П'єтрарій-де-Сус (рум. Pietrarii de Sus) — село у повіті Вилча в Румунії. Входить до складу комуни П'єтрарі.
Село розташоване на відстані 175 км на північний захід від Бухареста, 22 км на захід від Римніку-Вилчі, 90 км на північ від Крайови, 132 км на південний захід від Брашова.

## Населення
За даними перепису населення 2002 року у селі проживали 1502 особи, з них 1501 особа (99,9%) румунів. Рідною мовою 1501 особа (99,9%) назвала румунську.